# ژنویو بریزاک
ژُنِویِو بریزاک (به فرانسوی: Geneviève Brisac) زادهٔ ۱۸ اکتبر ۱۹۵۱ در پاریس، نویسنده زن فرانسوی قرن بیستم و برندهٔ جوایز متعدد ادبی است.

## زندگی‌نامه
ژُنِویِو بریزاک در خانواده‌ای روشنفکر در پاریس به دنیا آمد. در نوجوانی مدتی طولانی از بیماری بی‌اشتهایی رنج می‌برد. او این دورهٔ نسبتاً طولانی را در کتاب دختر کوچولو (Petite) که زندگی‌نامهٔ اوست، توصیف کرده‌است. بریزاک نخستین رمان خود را با عنوان دخترها (Les Filles) در ۱۹۸۷ توسط انتشارات گالیمار منتشر کرد که جایزهٔ رولان- ژوونل (Prix Roland-de-Jouvenel) را از طرف فرهنگستان فرانسه برایش به ارمغان آورد. به رمان خواندنی دیگر او با عنوان یک سال با پدرم (Une année avec mon père) که در سال ۲۰۱۰ منتشر شد، نیز در همان سال جایزهٔ برتر ناشران فرانسه (Prix des Éditeurs) تعلق گرفت.
برخی از جمله های بریزاک در آثار متعددش ماندنی و تأمل برانگیزند، برای نمونه در رمان افسونگران (2022) می خوانیم: «من پی به اصلی برده‌ام که هر فردی را که هدف یک رژیم تمامیت‌خواه است نجات می‌دهد، هر که باشد. برای زنده ماندن، باید نه مطیع بود، نه نافرمانی کرد، باید مکر داشت. باید دور زد.» (افسونگران، نشر قطره، 1402)

## آثار مهم
ژُنِویِو بریزاک بیش از ۴۰ رمان را در کارنامهٔ ادبی خود دارد، از جملهٔ مهمترین آنها می‌توان به چند اثر زیر اشاره کرد:
دخترها (Les Filles)، ۱۹۸۷
مجموعه کتابهای مصوراُلگا (Olga)، 1990-2004
دختر کوچولو (Petite)، ۱۹۹۴
زندگی کافی نیست (La vie ne suffit pas)، ۲۰۰۳
یک سال با پدرم (Une année avec mon père)، ۲۰۱۰، مترجمان محمدجواد کمالی، ریحانه وفایی، نشر هوما، 1402.
سیزیف یک زن است (Sisyphe est une femme)، ۲۰۱۹
افسونگران (Les Enchanteurs)، ۲۰۲۲، ترجمه محمدجواد کمالی، نشر قطره، 1402.